# Lathyrus subandinus
Lathyrus subandinus är en ärtväxtart som beskrevs av Rodolfo Amando Philippi. Lathyrus subandinus ingår i släktet vialer, och familjen ärtväxter. Inga underarter finns listade i Catalogue of Life.